# 柬埔寨救国党
柬埔寨救国党是柬埔寨的一个已被取缔的自由主义政党。2012年，该党由桑兰西党和人权党合并而成，以在2013年的国会大选中向长期执政的柬埔寨人民党发起挑战。它在2013年大選後成為国会第二大党和最大的反对党。该党的标志是一个升起的太阳。

## 2013年大选

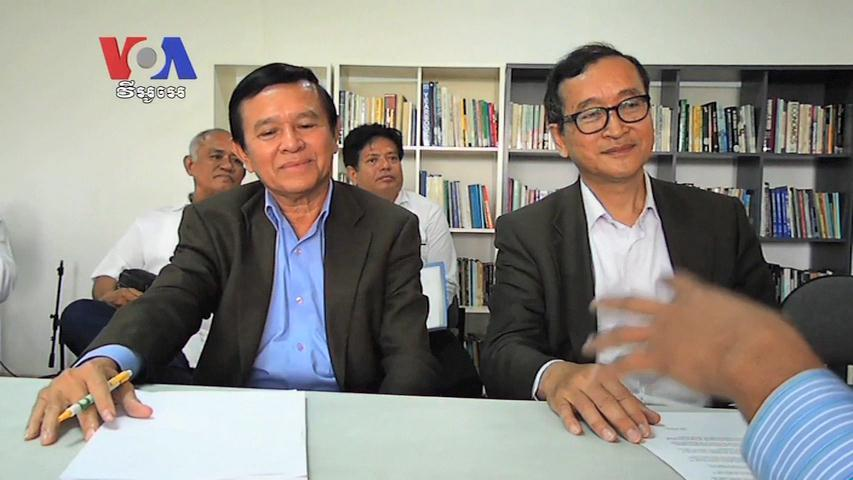
桑兰西党和人权党领导人在讨论两党合并事宜

2013年国会大选中，救国党赢得55席，次于人民党的68席成为第二大党，也是最大的反对党，被視為有力挑戰執政三十多年的人民党。该党在金边、波萝勉省、磅湛省和干丹省是第一大党。救国党指責人民黨及洪森在選舉中舞弊，一度抵制國會，但最終同意就任，並獲人民黨分配掌控多個國會的委員會。

## 被取缔
柬埔寨政府於2017年10月向柬埔寨最高法院提起訴訟，指控柬埔寨救國黨勾結美国，企圖推翻柬政府。最高法院於2017年11月16日作出判決，頒令解散柬埔寨救国党，救國黨所有經選舉取得公職的黨員亦喪失職位，118名救國黨黨員被禁止在5年內參政。救國黨隨即發表聲明，表示不接受法院判決。
美国参议院於2017年11月16日一致通过一项动议，要求美国国务院和相关机构考虑将所有涉及解散救國黨的柬埔寨高级官员列为「特別指定國民和被封鎖人員」（Specially Designated Nationals）。

## 政治主张
该党有一定的民族主义立场，尤其是反对越南，认为越南对柬埔寨不是解放而是入侵。该党甚至有一些人士被指出反对如今柬埔寨对红色高棉的批判和否认。

## 主要政治家
- 桑兰西
- 根索卡
- 莫淑华
- 任速万
- 宋才
- 杨才英